# Staurikosaurus
Staurikosaurus ("Södra korsets ödla", efter att stjärnbilden Södra korset kunde ses från dess fyndplats) var en primitiv dinosaurie från sen Trias i Brasilien. Den beskrevs år 1970 och placerades i familjen Herrerasauridae. Den var ett tvåbent rovdjur och relativt liten, med en ungefärlig längd på 2.25 meter.

## Beskrivning

Jämförelse av storleken hos Staurikosaurus och en människa.

Staurikosaurus var ett litet, men snabbt och smidigt, tvåbent rovdjur. Med en längd på ungefär 2.25 meter och en vikt på 30 kilogram var den liten i jömförelse med senare rovdinosaurier såsom Megalosaurus. Dess armar och ben var långa och relativt smala.
Få fossil har hittats av Staurikosaurus, de kända kvarlevorna inkluderar stora delar av ryggraden, benen och underkäken. På grund av den tid Staurikosaurus är känd från och dess klassificering som del av en relativt primitiv grupp kan de flesta dragen hos dinosaurien spekuleras ha varit primitiva och den rekonstrueras ofta likt Herrerasaurus.
De tänder som hittats från Staurikosaurus visar starkt på att Staurikosaurus livnärde sig på kött. De har serrationer ("taggar" likt hos hajtänder) och är formade likt knivar samt pekar bakåt i munnen. Detta tyder på att Staurikosaurus kunde fånga och hplla fast i byten samt riva och skära i kött.
Svansen var relativt lång med över 40 kotor, och den bakre delen hade anpassningar för att vara relativt styv, något som kan ha hjälpt djuret med stabilisering.